# 卧龙岛
卧龙岛（日语：南西小島）是钓鱼岛及其附属岛屿中的一个小岛，位于南小岛西北侧，坐标为25°43.4′N 123°32.6′E。2012年3月3日，中华人民共和国国家海洋局、民政部公布其标准名称。
卧龙岛是南小岛紧邻岛屿之一，位于橄榄门西南侧，是南小岛西侧各个小卫星岛屿中较大的一个。

## 卧龙西岛
卧龙西岛较龙门岛小，位于卧龙岛西侧，是南小岛的陆地最西端。

## 外部連結
- 中華民國內政部釣魚臺列嶼簡介（繁體中文）
- ウオッちず 地図閲覧サービス（試験公開）（页面存档备份，存于）（日本国土地理院の地形図）（日語）